# Maham Begum
Maham Begum (nota anche come Mahim Begum; ... – Delhi, 16 aprile 1534) è stata una regina indiana, imperatrice consorte (Padshah Begum) dell'Impero Moghul come moglie principale del suo fondatore, Babur. Fu inoltre madre del suo erede e successore, Humayun.

## Biografia

### Origini
Non esiste documentazione coeva riguardo l'ascendenza di Maham, tuttavia, esistono indizi che suggeriscono che fosse sorella di un certo Khwaja Muhammad Ali di Khost, città dove nacque almeno uno dei figli di Maham e dove è registrato che suo figlio Humayun si recò in visita ai nonni materni. Un altro possibile parente è Abdul Malik Khosti, anche lui membro dell'élite di Khost spesso menzionato in relazione a Maham.
Tradizioni successive, risalenti al regno di suo nipote Akbar, sostengono che provenisse da una famiglia della nobiltà di Khorasan, discendente del sufi Ahmad Jami, un lignaggio che l'accomunava ad Hamida Banu Begum, madre di Akbar; e che dal lato paterno era parente di Husayn Bayqara, sultano di Herat. Infine, la sua figliastra Gulbadan Begum afferma che fosse parente dei proprietari originali dei Giardini di Capodanno, commissionati da Ulugh Beg II, zio paterno di Babur.

### Matrimonio
Babur incontrò Maham nella seconda metà del 1506, quando si recò a Herat per porgere le sue condoglianze per la morte del sultano Husayn Bayqara, e la sposò pochi giorni dopo. A differenza dei suoi due precedenti matrimoni, entrambi con due cugine (Aisha, da cui aveva divorziato, e Zainab, morta pochi mesi prima), che erano stati combinati per lui da sua madre Nigar, questo fu un matrimonio d'amore e deciso da lui: venne scritto che Maham era per Babur quello che "Aisha era per il profeta Maometto".
Maham fu per tutta la vita la consorte favorita di Babur. Descritta come bellissima e dotata di grande intelligenza, svolse un ruolo politico attivo e seguì il marito in tutti i suoi viaggi. La coppia ebbe cinque figli, ma solo il primogenito, Humayun, sopravvisse all'infanzia. In seguito, adottò due degli altri figli di Babur, Hindal Mirza (nel 1521, a due anni) e Gulbadan Begum (nel 1523, neonata), malgrado la loro madre, Dildar Begum, fosse ancora viva. Secondo le sue memorie, Babur glielo permise perché desiderava calmare il suo dolore dandole nuovi figli con cui esprimere il suo istinto materno: secondo tutte le fonti, Maham era infatti una madre devota e dedicava il suo tempo libero all'educazione e alla cura dei figli.
Nel 1526, Babur si proclamò primo imperatore Moghul. In quanto sia prima consorte, favorita e madre del suo figlio maggiore, Maham fu insignita del titolo di Padshah Begum, un equivalente dell'occidentale "imperatrice consorte". Era l'unica a cui era consentito sedere accanto a Babur sul trono e il suo potere a corte era assoluto. Venne scritto che era lunatica e viziata e che Babur era incapace di negarle nulla.
In particolare, nelle Baburnama, le memorie di Babur, vengono riferiti due aneddoti che testimoniano del suo amore per lei: nel primo, Babur scrive che, in un'occasione, Maham lo stava raggiungendo nell'Hindustan da Kabul. Incapace di attenderla a palazzo, si recò lui stesso a incontrarla lungo la strada, ma alla stazione di posta gli riferirono che l'imperatrice lo aveva superato ed era circa quattro miglia avanti a loro. Allora Babur, per la fretta di raggiungerla, non volle attendere che venissero sellati nuovi cavalli e ordinò che marcissero a piedi fino a raggiungere la lettiga della moglie. In un secondo, Babur scrisse che, durante una malattia del figlio Humayun, dichiarò pubblicamente che "questo figlio è il mio preferito perché nato dalla mia moglie amata. Ho altri figli ma non ne amo nessuno come amo il figlio di Maham. Spero che viva perché il desiderio del mio cuore è che il mio regno vada a lui e non agli altri com'è pure suo [di Maham] desiderio".

### Imperatrice madre
Nel 1530, Babur si ammalò. Sapendosi vicino alla morte e desideroso di vedersi succedere dal figlio nato da Maham, Humayun, che si trovava in Badakhshan, Babur si rivolse alla moglie e le ordinò di organizzare immediatamente matrimoni per le sue figlie Gulrukh (o Gulbarg) e Gulchera. La frase, a quanto pare, era un messaggio in codice perché Maham richiamasse il figlio a corte, così da poter prendere il potere non appena morto il padre (l'Impero Moghul, come diversi altri imperi orientali, non praticava la primogenitura: alla morte del padre, il trono passava al figlio che per primo lo avesse reclamato, eventualmente combattendo contro i fratelli e gli zii rivali).
Il 26 dicembre 1530 Babur spirò e, grazie alle manovre di Maham, lo stesso giorno Humayun fu incoronato nuovo imperatore. Maham continuò a ricoprire il ruolo di Padshah Begum, vigilando sugli affari di corte e occupandosi della tomba del marito fino alla sua stessa morte.

### Morte
Nell'aprile 1534, Maham accusò un disturbo intestinale che la portò alla morte il 26 dello stesso mese. Venne sepolta presumibilmente ad Agra, anche se alcune fonti contemporanee scrissero che fu sepolta a Kabul, nei giardini di Babur, accanto a suo marito. I successivi scavi, tuttavia, hanno appurato che il suo sarcofago non si trova lì.

## Discendenza
Diede a Babur cinque figli, tre maschi e due femmine, di cui solo uno sopravvissuto:
- Humayun (1508 - 1556) - secondo imperatore Moghul.
- Barbul Mirza - morto bambino.
- Mehrjahan Begum - morta bambina.
- Aisan Daulat Begum - morta bambina.
- Faruq Mirza - morto bambino.

## Cultura popolare
- Nella webserie indiana The Empire (2021), Maham Begum è interpretata dall'attrice indiana Sahher Bambba.